# The Sweet Hello, the Sad Goodbye
The Sweet Hello, the Sad Goodbye − singel szwedzkiego duetu Roxette wydany w październiku 1991 r. Był promocyjnym CD specjalnie przygotowanym dla szwedzkiego radia w podziękowaniu za wieloletnie wspieranie duetu. Jedyny utwór z tego singla został równolegle wydany jako część Spending My Time oraz znalazł się 4 lata później na albumie Rarities. Jego cover nagrał i wydał na własnym singlu w 1991 roku Thomas Anders.

## Utwory
- The Sweet Hello, the Sad Goodbye